# Indisch-russische Beziehungen

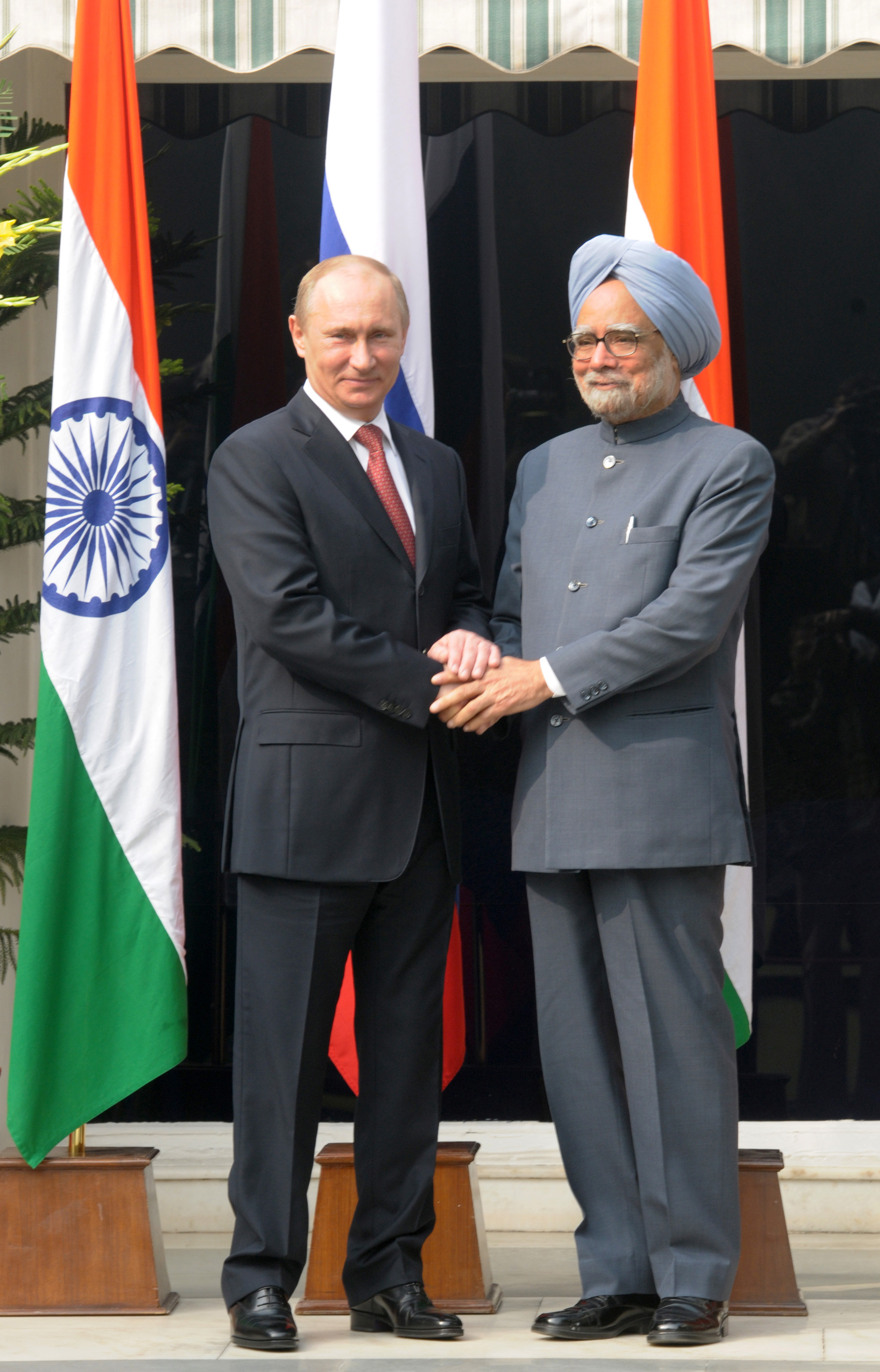
Wladimir Putin und Manmohan Singh (2012)

Die Indisch-russischen Beziehungen sind freundschaftlich und zwischen beiden Ländern besteht eine enge Zusammenarbeit im militärischen, politischen, wirtschaftlichen, technologischen und kulturellen Bereich. Die engen Beziehungen gehen auf die Zeit nach dem Zweiten Weltkrieg zurück, als Indien und die Sowjetunion (UdSSR) eine strategische Partnerschaft etablierten. Nach dem Ende der Sowjetunion wurde die intensiven bilateralen Beziehungen weitergeführt und ausgebaut, weshalb auch von einer Special relationship zwischen beiden Ländern gesprochen werden kann. Beide Länder gehören gemeinsam den G20, der Shanghaier Organisation für Zusammenarbeit (SCO) und den BRICS an und gelten als Verfechter einer multipolaren Weltordnung.
Laut einer Umfrage des BBC World Service aus dem Jahr 2014 stehen 85 % der Russen Indien positiv gegenüber, nur 9 % äußern eine negative Meinung. Eine im Sommer 2022 durchgeführte Umfrage hat ergeben, dass die Inder Russland am häufigsten als ihren vertrauenswürdigsten Partner bezeichnen: 43 % nannten Russland als solchen, während 27 % die USA nannten.

## Geschichte

### Frühe Geschichte
Handelskontakte zwischen dem heutigen Indien und Russland lassen sich bis in die Zeiten der Skythen und anderer Steppennomaden zurückverfolgen. Im Jahr 1468 begann der russische Reisende Afanassi Nikitin seine Reise, welche eine der frühesten überlieferten Kulturkontakte zwischen den beiden Zivilisationen darstellte. Zwischen 1468 und 1472 reiste er durch Persien, Indien und das Osmanische Reich. Die Dokumentation seiner Erlebnisse während dieser Reise ist in seinem Buch Reise über drei Meere verewigt. Er gehörte zu den ersten Europäern, die Indien bereisten. Im 18. Jahrhundert wurden die russischen Städte Astrachan, Moskau und St. Petersburg häufig von indischen Kaufleuten besucht. Russland und der Iran wurden für den Transithandel zwischen Westeuropa und Indien genutzt, insbesondere nachdem Peter der Große 1696 den Mogulkaiser Aurangzeb um die Aufnahme von Handelsbeziehungen gebeten hatte. Im 18. Jahrhundert bestand in Astrachan eine indische Händlerkolonie von 400 Personen, gehandelt wurden vorwiegend Leinenstoffe, Baumwolle und Seide. Der wachsende britische Einfluss in Indien und die schrittweise erfolgende britische Eroberung des Landes brachte Großbritannien mit dem Russischen Zarenreich in Konflikt und behinderte die weitere Entwicklung des russisch-indischen Fernhandels. Im Jahr 1801 ließ Zar Paul I. Pläne für eine Invasion von 22.000 Kosaken in Britisch-Indien ausarbeiten, die jedoch aufgrund mangelhafter Vorbereitungen nie stattfand. Geplant war, dass Russland ein Bündnis mit Frankreich eingehen und das britische Empire und seine Schwachstelle mit einem französischen Korps von 35.000 Mann und einem russischen Korps von 25.000 Infanteristen und 10.000 berittenen Kosaken angreifen würde. Einige Kosaken hatten sich Orenburg genähert, als der Zar ermordet wurde. Sein Nachfolger Alexander I. sagte die Pläne allerdings sofort ab. Im 19. Jahrhundert konkurrierten die Briten und die Russen um Einfluss in Zentral- und Südasien, was als The Great Game in Erinnerung geblieben ist. Nach der Russische Eroberung Turkestans erwarteten die Briten jederzeit einen Vorstoß nach Süden in Richtung Indien, was zu mehreren politischen Krisen führte. Das Pamirgebirge wurden 1887 als Grenze für die Einflussbereiche beider Großmächte festgelegt. Die Errichtung einer russischen diplomatischen Vertretung in Indien scheiterte lange am Widerstand der Briten. 1900 eröffnete Russland schließlich ein Konsulat in Bombay, welches 1910 nach Kalkutta verlegt wurde.

### Indisch-sowjetische Beziehungen

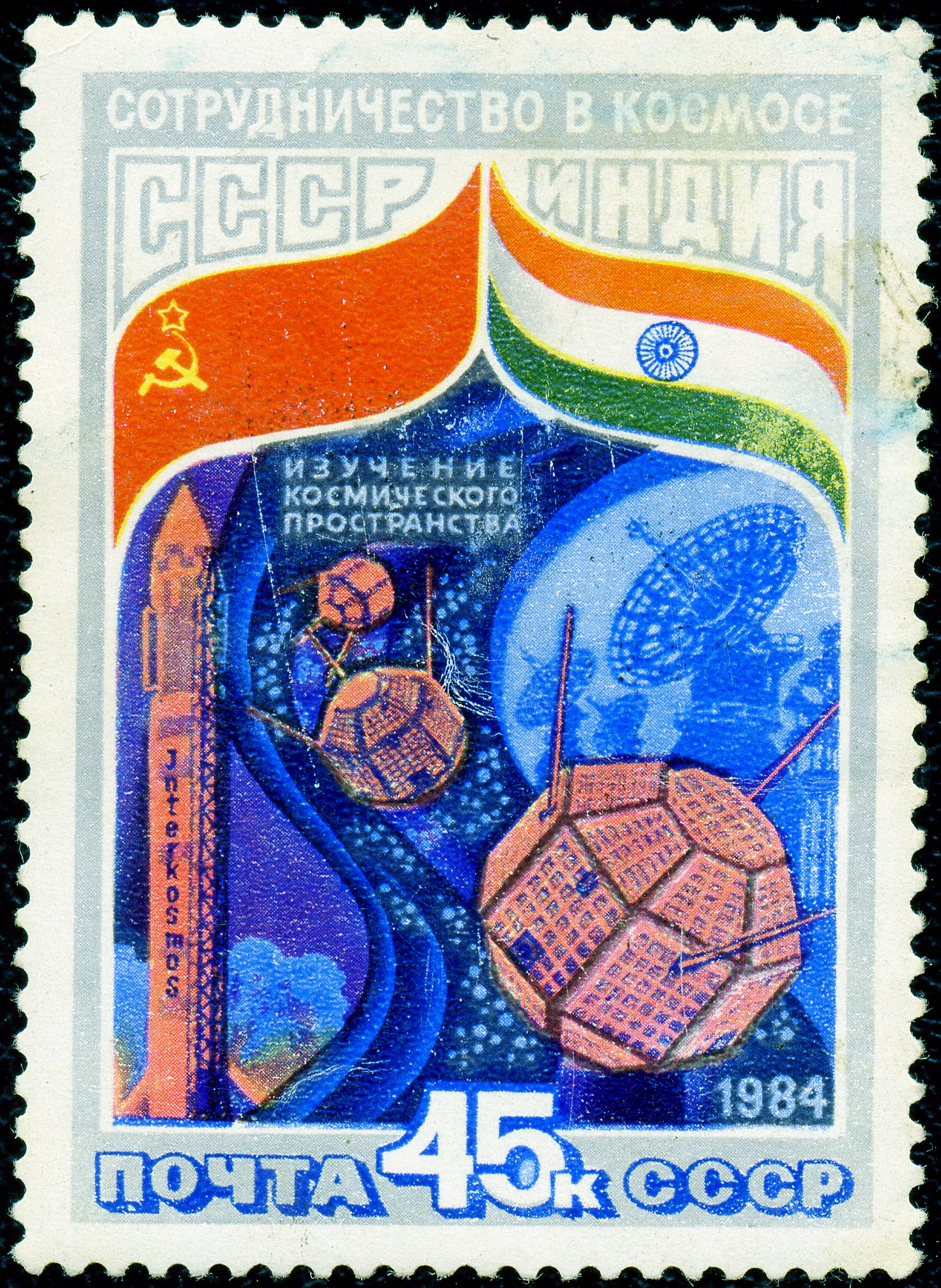
Briefmarke mit Abbildung des indischen Satelliten Aryabhata, welcher 1975 mithilfe der Kosmos 3M ins All befördert wurde

Der sowjetische Diktator Josef Stalin misstraute dem Indischen Nationalkongress, Gandhi und Nehru aus ideologischen Gründen, da er sie als Produkte und Anhänger des Staatsmonopolkapitalismus ansah. Bis zu seinem Tod blieben die Beziehungen deshalb kalt. Die indisch-sowjetischen diplomatischen Beziehungen wurden nach der Unabhängigkeit Indiens 1947 etabliert und die Sowjetunion eröffnete am 12. April dieses Jahres eine Botschaft in Neu-Delhi. In den 1950er Jahren begann nach der Machtübernahme von Nikita Chruschtschow in der UdSSR die enge politische und wirtschaftliche Beziehung zwischen den beiden Staaten. Indien sah die Sowjetunion als ein wirtschaftliches Modell an und zogen die Zentralplanung dem liberalen Kapitalismus vor. Die Sowjets leisteten Entwicklungshilfe und in mehreren Industriesektoren wie Stahl, Rüstungsgüter, Eisenbahn, Baumaschinen, Metall, Bergbau und der Petrochemie kam es zu einer engen Zusammenarbeit, mit großem sowjetischen Einfluss auf die frühe Entwicklung der Industrie in Indien. Jawaharlal Nehru besuchte im Juni 1955 die Sowjetunion und der Erste Sekretär der Kommunistischen Partei Nikita Chruschtschow besuchte bei seiner Gegenreise Indien im Herbst 1955. Während seines Aufenthalts in Indien verkündete Chruschtschow, dass die Sowjetunion die indische Souveränität über das umstrittene Gebiet Kaschmir und über portugiesische Küstenenklaven wie Goa unterstütze. Trotz der engen wirtschaftlichen Beziehungen und dem Empfang von sowjetischen Militärhilfen blieb Indien allerdings blockfrei und über den gesamten Kalten Krieg ein nominell neutraler Staat. Unter Nehru war Indien auf der Bandung-Konferenz ein führender Verfechter der Unabhängigkeit der Staaten der Dritten Welt gewesen. Während des Grenzstreits von 1959 und des chinesisch-indischen Krieges vom Oktober 1962 erklärte die Sowjetunion ihre Neutralität, was für Entrüstung aufseiten des kommunistischen Chinas sorgte. Die Sowjetunion stimmte auch dem Technologietransfer für die Koproduktion des Kampfflugzeugs Mikojan-Gurewitsch MiG-21 in Indien zu, den die Sowjetunion zuvor China verweigert hatte.
In den 1960er Jahren fungierten die Sowjets als Vermittler zwischen Indien und Pakistan. 1965 waren sie Friedensvermittler während dem Zweiten indisch-pakistanischen Krieg 1965. Der sowjetische Ministerpräsident Alexei Kossygin traf sich mit Vertretern Indiens und Pakistans und half mit, ein Ende des militärischen Konflikts auszuhandeln. Im August des Jahres 1971 wurde ein indisch-sowjetischen Freundschafts- und Kooperationsvertrag abgeschlossen. Dieser stärkte Indien gegenüber dem mit der Volksrepublik China und den Vereinigten Staaten verbündeten Pakistan und Indien griff direkt in den Bangladesch-Krieg ein, welcher Bangladesch (damals Ostpakistan) die Unabhängigkeit von Westpakistan ermöglichte. Eine Klausel des neuen Freundschaftsvertrages verpflichtete die Sowjets zum Beistand im Falle einer Aggression gegenüber Indien, was eine militärische Unterstützung Pakistans durch Briten, Amerikaner und Chinesen verhinderte. Zur Abschreckung entsendeten die Sowjets Kriegsschiffe in den Golf von Bengalen. Die Beziehungen zwischen der Sowjetunion und Indien hatten sich danach auch während der Koalitionsregierung der rechtsgerichteten Janata Party in den späten 1970er Jahren nicht wesentlich verschlechtert, obwohl sich Indien um bessere wirtschaftliche und militärische Beziehungen zu westlichen Ländern bemühte. Um diesen Bemühungen Indiens um eine Diversifizierung seiner Beziehungen entgegenzuwirken, boten die Sowjetunion zusätzliche Waffen und Wirtschaftshilfe an. Auch über die gesamten 1980er Jahre blieben die Beziehungen gut und Indien war 1986 das erste Land der Dritten Welt, welches der neue sowjetische Staatschef Michail Gorbatschow besuchte. Mit Rajiv Gandhi entwickelte dieser eine gute persönliche Beziehung.

### Nach dem Kalten Krieg

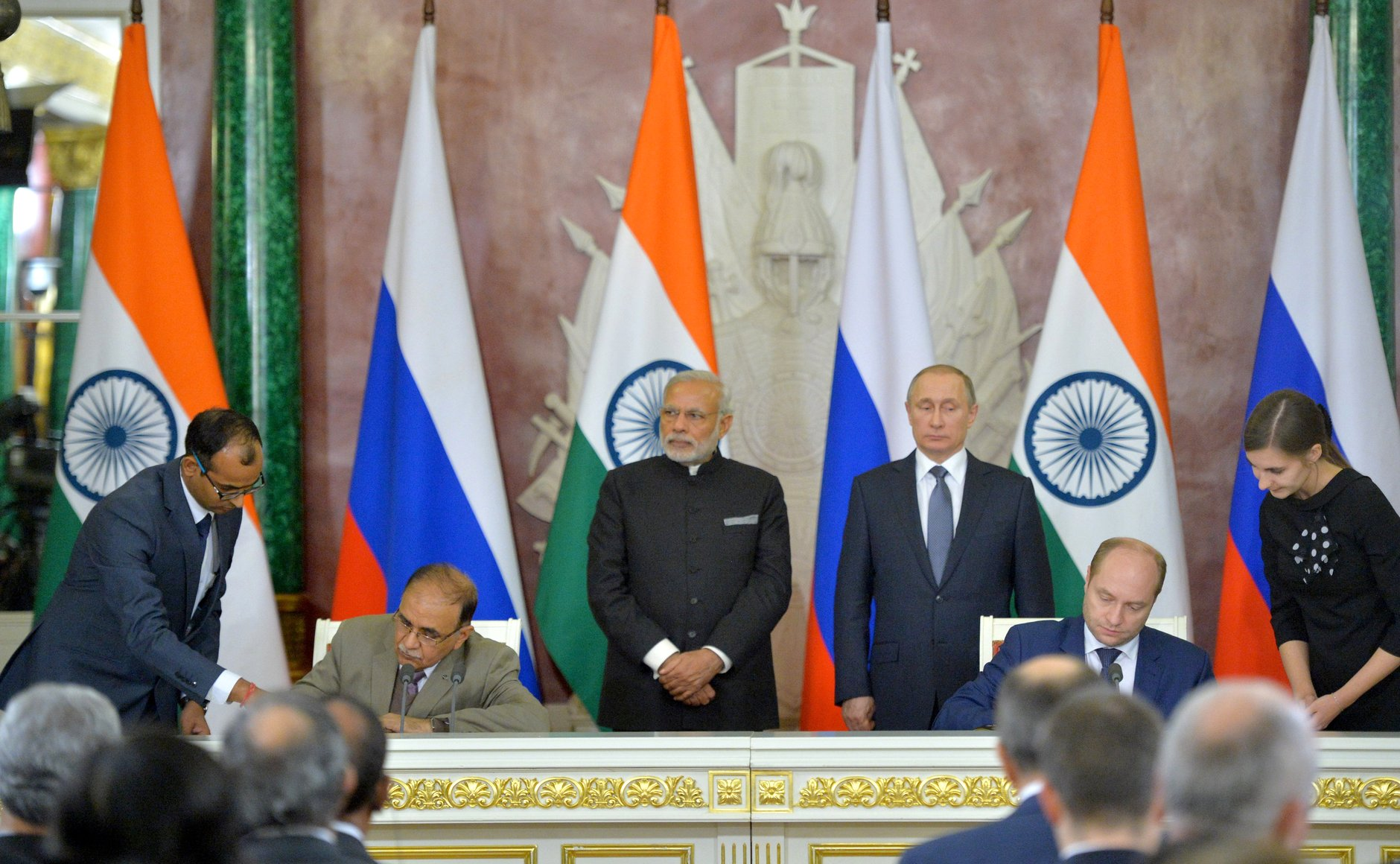
Russisch-indisches Gipfeltreffen 2015

Mit dem Zerfall der Sowjetunion verlor Indien einen wichtigen Wirtschaftspartner, was zu den Faktoren zählte, die die Neuausrichtung und Liberalisierung der indischen Volkswirtschaft ab den 1990er Jahren begünstigte. Der indisch-sowjetische Freundschaftsvertrag von 1971 wurde bei einem Staatsbesuch von Boris Jelzin im Jahre 1993 in einen indisch-russischen Freundschaftsvertrag umgewandelt. Nach einer Zeit der post-sowjetischen Stagnation war die erste große politische Initiative zwischen Indien und Russland eine im Jahr 2000 unterzeichnete strategische Partnerschaft zwischen den beiden Ländern. Nach dem Zusammenbruch der Sowjetunion blieb Russland ein sehr wichtiger Partner Indiens, vor allem im Bereich der Rüstung und Verteidigung. So wurden gemeinsam Waffensysteme entwickelt und ein großer Teil der Rüstungsimporte Indiens stammt aus Russland. Auch auf der Ebene der G20, der UN und der BRICS kooperierten beide Länder und Russland unterstützte Indiens Antrag auf eine ständige Mitgliedschaft im Sicherheitsrat der Vereinten Nationen. Die fortgesetzt engen Beziehungen zu Russland stehen aber auch zunehmend im Widersprach zu den Versuchen Indiens, seine militärischen und wirtschaftlichen Beziehungen mit den Vereinigten Staaten und anderen westlichen Staaten auszubauen. Nach der Russische Invasion in der Ukraine 2022 weigerte sich Indien im UN-Sicherheitsrat den Angriff zu verurteilen. Es schloss sich auch nicht den Sanktionen gegen Russland an und intensivierte im Gegenteil die Handelsbeziehungen. Dies führte auch zu Kritik der westlichen Staaten. Nach dem Zusammenbruch der Beziehungen zum Westen machte Russland die Beziehungen zu Indien und der Volksrepublik China zur Priorität seiner neuen Außenpolitik. Im Juli 2024 besuchte der frisch wiedergewählte indische Ministerpräsident Narendra Modi erstmals seit 2019 wieder Moskau. Bei den Gesprächen mit dem russischen Präsidenten Wladimir Putin wurde ein weiterer Ausbau der bilateralen Beziehungen vereinbart.

## Militärische und sicherheitspolitische Zusammenarbeit

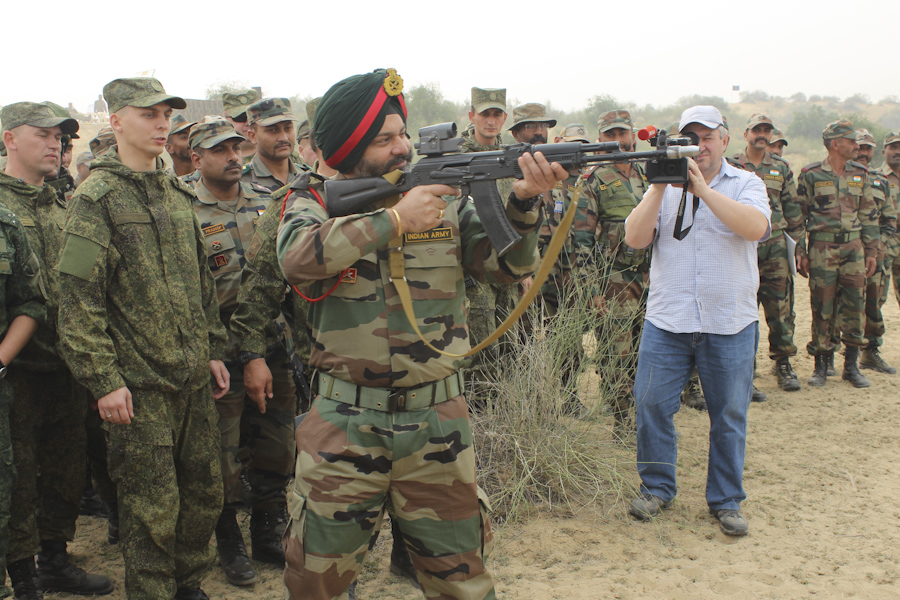
Indische und russische Truppen bei einer gemeinsamen Anti-Terrorübung (2015)

Die Sowjetunion war für Indien mehrere Jahrzehnte der wichtigste Lieferant von Verteidigungsgütern, eine Rolle, die danach die Russische Föderation übernommen hat. Deshalb ist ein großer Teil der indischen Waffensysteme russischer oder sowjetischer Bauart. Zwischen 2012 und 2016 entfielen 68 % der indischen Verteidigungsimporte auf Russland, und Indien und Russland haben ihre Zusammenarbeit in der Rüstungsproduktion u. a. durch die Unterzeichnung von Vereinbarungen über den Bau von Marinefregatten, zweimotorigen KA-226T-Nutzhubschraubern und Brahmos-Marschflugkörpern als Joint Ventures vertieft. Zahlreiche weitere gemeinsame Projekte bestehen. Zwischen 2013 und 2018 entfielen 62 % der Waffenverkäufe an Indien auf Russland. Dem SIPRI zufolge war Russland sowohl 2013–17 als auch 2018–22 der größte Waffenlieferant Indiens, sein Anteil an den gesamten indischen Waffenimporten ging jedoch von 64 % auf 45 % zurück, während Frankreich zwischen 2018 und 2022 der zweitgrößte Lieferant wurde. Im Oktober 2018 unterzeichnete Indien ein historisches Abkommen im Wert von 5,43 Milliarden US-Dollar mit Russland über die Beschaffung von fünf S-400 Triumf Boden-Luft-Raketenabwehrsystemen, einem der besten Raketenabwehrsysteme der Welt, in Nichtbeachtung des amerikanischen CAATSA Act. Die Vereinigten Staaten drohten Indien deshalb mit Sanktionen.
Zwischen beiden Ländern besteht eine enge sicherheitspolitische Zusammenarbeit auf der Regierungsebene, mit regelmäßigen Treffen der Verteidigungsministern, einer engen Kooperation bei der Anti-Terrorismus-Abwehr und gemeinsamen Militärübungen. Auch im Bereich der Raumfahrt findet eine enge Kooperation statt.

## Wirtschaftliche Zusammenarbeit

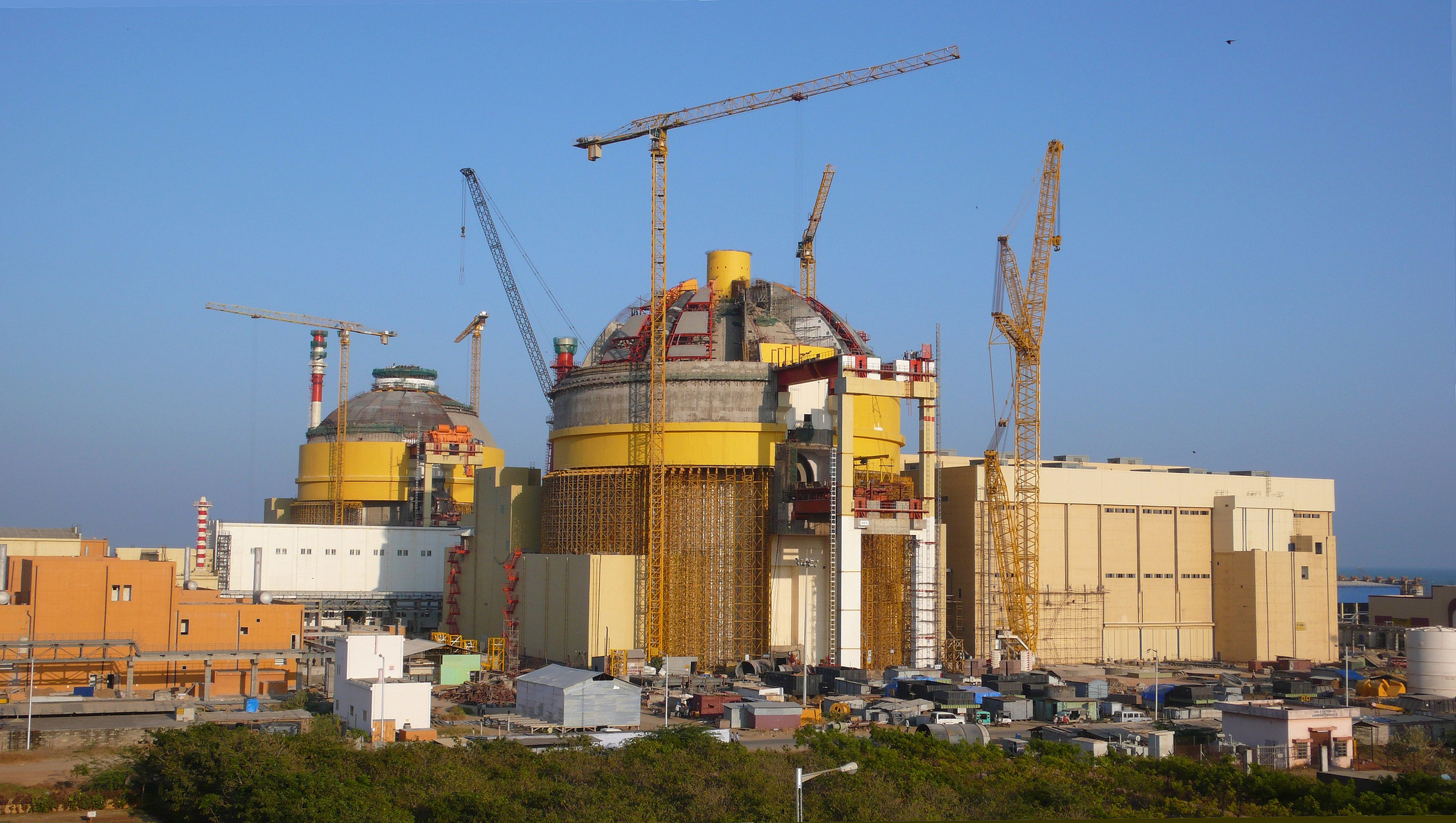
Kernkraftwerk Kudankulam

Bereits in den 1950er und 1960er Jahren unterstützte die Sowjetunion Indien beim Aufbau der Stahlwerke in Bokaro und Bhilai. Die wirtschaftliche Zusammenarbeit zwischen beiden Ländern wurde seit 2000 deutlich ausgebaut. Der Handel zwischen beiden Ländern enthält Waren aus unterschiedlichen Bereichen wie Maschinenbau, Elektronik, Luft- und Raumfahrt, Automobile, Schiffe, Chemie, Pharmazeutika, Düngemittel, Bekleidung, Edelsteine, Industriemetalle, Erdölprodukte, Kohle, Tee- und Kaffeeprodukte und andere Lebensmittel. Russland ist einer der wichtigsten Lieferanten von Dünger, Erdgas und Erdöl für Indien. Beim bilateralen Handel erzielt Russland einen großen Überschuss. Der bilaterale Handel belief sich im Jahr 2002 auf 1,5 Milliarden Dollar und stieg auf 11 Milliarden Dollar 2012 und 13,6 Milliarden Dollar 2021 an. Nach dem Russischen Überfall auf die Ukraine stiegen die russischen Exporte nach Indien von 10 Milliarden Dollar auf 50 Milliarden Dollar. Dabei kaufte Indien massenhaft russisches Öl zu günstigen Preisen, welches dann teilweise wieder in Drittstaaten exportiert wurde, was zu einem Anschwellen der Handelsbilanz führte. Aufgrund der internationalen Sanktionen wurden Zahlungen in Indischen Rupien vereinbart, für die russische Unternehmen aufgrund der geringen Nachfrage nach Rupien und der fehlenden Konvertierbarkeit später keinen Nutzen fanden.
Zur Förderung der bilateralen Wirtschaftsbeziehungen wurden zahlreiche bilaterale Wirtschaftskommissionen und eine gemeinsame Handelskammer geschaffen und ein Freihandelsabkommen befand sich 2023 in Arbeit. Es bestehen zahlreiche gemeinsame Projekte im Bereich der Energiewirtschaft. So investierte die Oil and Natural Gas Corporation in Erdgasprojekte in Sachalin. Russland hat den Bau von mehr als 20 neuen Atomkraftwerken in Indien angekündigt. So war das Kernkraftwerk Kudankulam ein gemeinsames Projekt.
Beide Länder verfolgend zudem das Ziel, einen Nord-Süd-Transportkorridor mit Schiffs-, Schienen- und Straßenverbindung für den Handel zwischen Indien, Russland, Iran, Europa und Zentralasien aufzubauen. Diese Route soll in erster Linie den Transport von Gütern aus Indien und Russland bis nach Europa über den Iran und den Kaukasus per Schiff, Schiene und Straße umfassen.

## Kulturbeziehungen

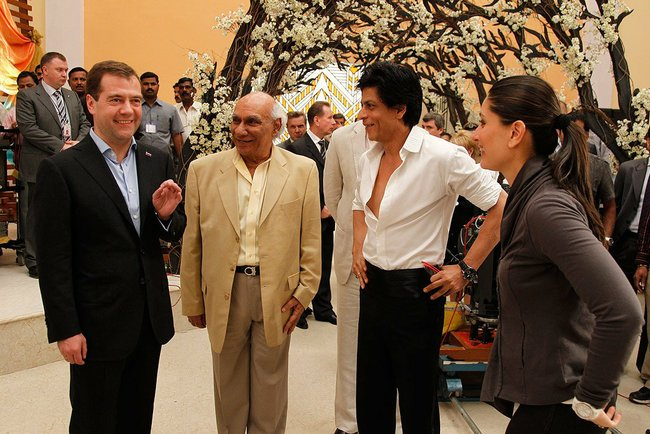
Dmitri Medwedew mit Yash Chopra, Shah Rukh Khan und Kareena Kapoor (2010)

Die russisch-indischen Kulturbeziehungen begannen mit der Reise von Afanassi Nikitin durch Indien im 15. Jahrhundert. Seine Erlebnisse wurden in der Sowjetzeit in der indisch-sowjetischen Koproduktion Fahrt über drei Meere verfilmt. Die erste russische Übersetzung der Bhagavad Gita wurde 1788 auf Befehl von Katharina der Großen veröffentlicht. Zu den russischen Pionieren, die nach Indien reisten und die indische Kultur studierten, gehören Gerasim Lebedew, der in den 1780er Jahren die alten indischen Sprachen studierte, und später Nicholas Roerich, der die indische Philosophie studierte. Führende russische Indologen wie Iwan Minajew, Sergei Oldenburg, Fjodor Schtscherbatskoi, Juri Knorosow, Alexander Kondratow, Nikita Gurow und Jewgeni Tschelyschew spielten eine wichtige Rolle bei der Erforschung der Indus-Schrift, des Sanskrit und der indischen Literatur.
In der Sowjetunion waren Filme aus Bollywood sehr beliebt und auch sowjetische Produktionen fanden ein Publikum in Indien. Dmitri Medwedew (welcher selbst als Fan von Bollywood gilt) erklärte in einem Interview: „Unser Land ist einer der Orte, an denen die indische Kultur am meisten bewundert wird“ und fügte hinzu: „Russland und Indien sind die einzigen Länder, in denen Satellitenprogramme rund um die Uhr indische Filme ausstrahlen.“
In Indien bestehen fünf russische Kulturzentren. Zwischen beiden Ländern besteht ein steigender Studenten-, Touristen und Personenaustausch. Der kleine indische Bundesstaat Goa ist ein beliebtes Reiseziel für russische Touristen.

## Diplomatische Standorte
- Indien hat eine Botschaft in Moskau und Generalkonsulate in Sankt Petersburg und Wladiwostok
- Russland hat eine Botschaft in Neu-Delhi und Generalkonsulate in Chennai, Goa, Hyderabad, Kolkata, Mumbai und Trivandrum

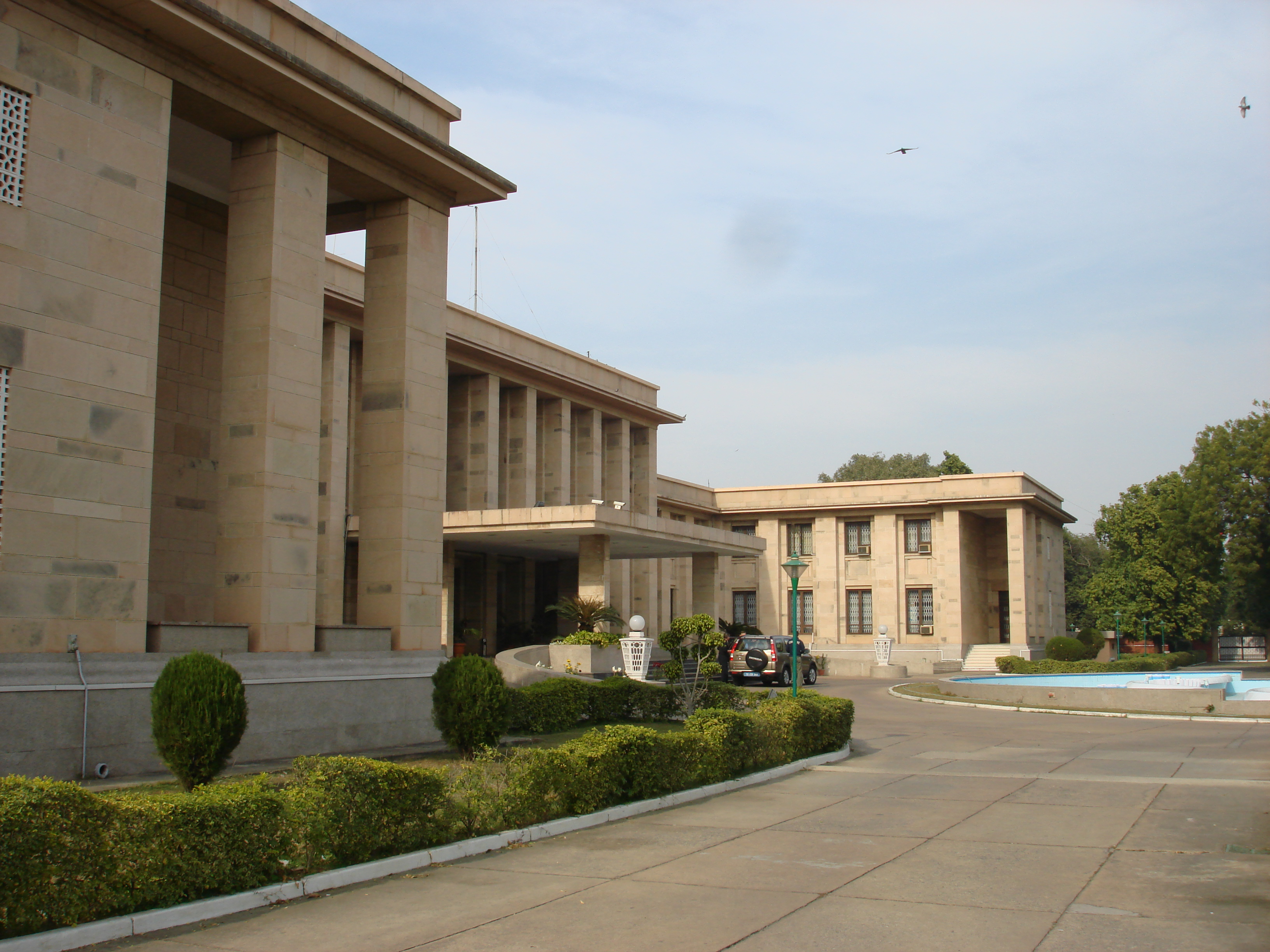
Russische Botschaft in Neu-Delhi
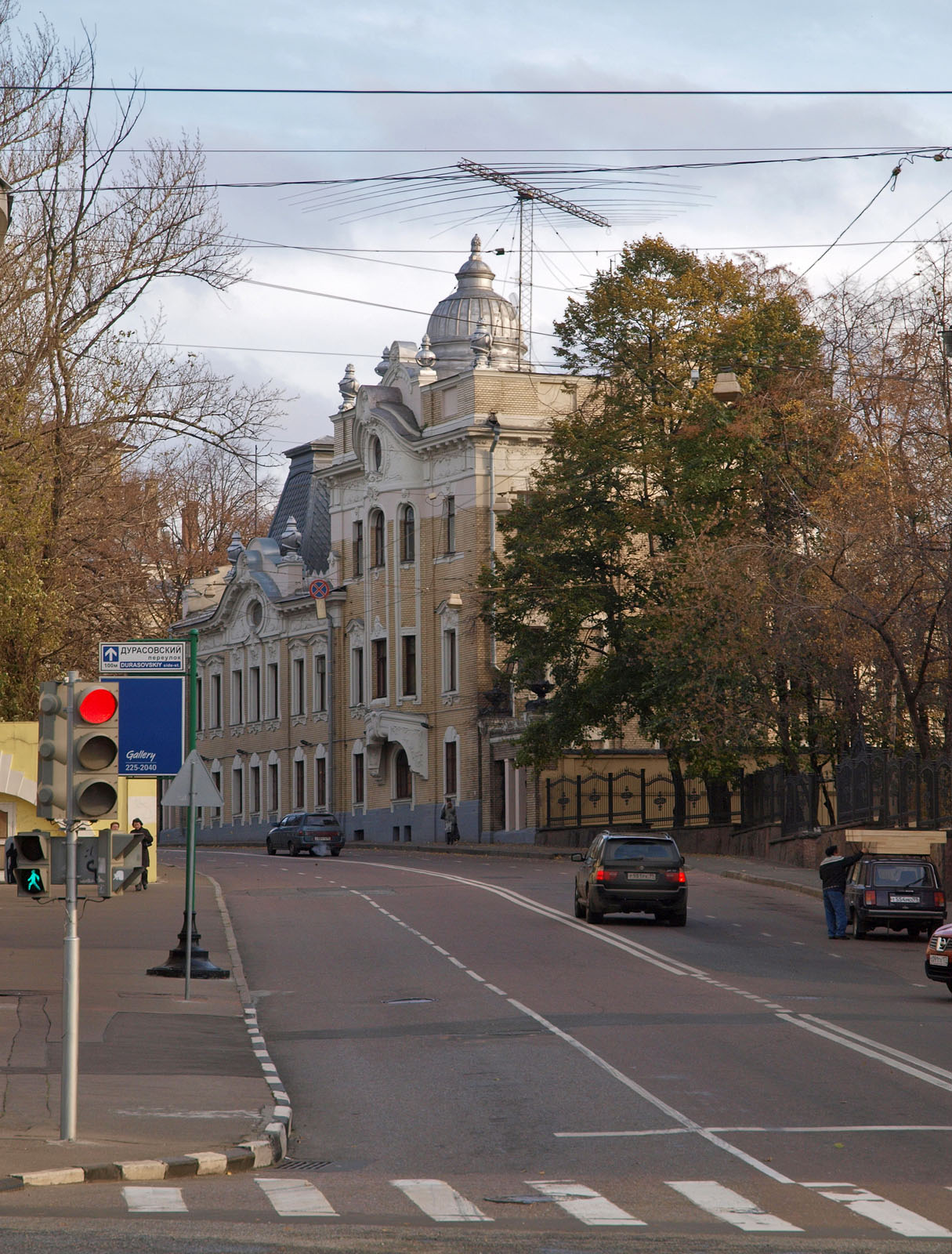
Indische Botschaft in Moskau